# Oedopeza fleutiauxi
Oedopeza fleutiauxi là một loài bọ cánh cứng trong họ Cerambycidae.